# Raymond Gurême
Raymond Gurême, né le 11 août 1925 à Meigneux (Seine-et-Marne) et mort le 24 mai 2020 à Arpajon, est un forain français, l'un des derniers survivants de l'internement des « Nomades » en France de 1940 à 1946.
Résistant pendant la guerre, il consacre ensuite sa vie à la lutte contre l'antitziganisme.

## Biographie

### Jeunesse
Raymond Gurême naît en 1925 à Meigneux au sein d'une famille Yéniche itinérante depuis des générations. Sa mère, Mélanie Gurême, est issue d'une famille de vanniers, et son père, Hubert Leroux, est forain et tient un cirque ainsi qu'un cinéma muet ambulants. Il est le troisième de neuf enfants.
Dans son enfance, qu'il décrit comme « magique », il commence très tôt au sein du cirque familial : à deux ans et demi, il est ainsi déjà clown et acrobate. Il assiste aussi son père dans le bon fonctionnement du cinéma.

### Déportation et résistance pendant la Seconde Guerre mondiale
Depuis la loi du 16 juillet 1912, les populations itinérantes sont fichées en France. Trois catégories sont mises en place : les commerçants ambulants, les forains et les « nomades » ; ces derniers ont l'obligation d'avoir un Carnet anthropométrique. La famille de Raymond Gurême acquiert le statut de forain. Le 6 avril 1940, un décret est signé par le président Albert Lebrun qui interdit la libre circulation des nomades en les assignant à résidence. En octobre de la même année, l’administration allemande décrète l'internement des Tsiganes de la zone occupée dans des camps placés sous la responsabilité de policiers et gendarmes français. Ces internements ne devaient concerner que les personnes nomades et non foraines.
Le matin du 4 octobre 1940, les gendarmes l'envoient lui et sa famille à Darnétal pour être confinés dans une usine désaffectée avec d'autres gens du voyage. Ils sont ensuite internés à Linas-Montlhéry dès l’ouverture du camp, le 27 novembre.
Il s'échappe avec son frère en juillet 1941 mais ils sont repris, à la suite d'une dénonciation par le maire de leur village d'origine. Il s'échappe une deuxième fois, en octobre 1941 et rejoint la Bretagne pour travailler dans des fermes. Il retourne à plusieurs reprises à Linas pour apporter de la nourriture et des vêtements à sa famille, toujours internée.
En avril 1942, le camp est démantelé et les personnes internées sont transférés au camp de Montreuil-Bellay, le plus grand camp de nomades de la zone occupée. Raymond Gurême continue d'apporter de la nourriture à sa famille.
Il est alors placé dans une maison de redressement pour mineurs à l'hôpital d'Angers. Il y détourne au profit du maquis un camion de ravitaillement, ce qui lui vaut d'être déporté dans un camp de travail en Allemagne près de Francfort. Il s'en évade à l'aide du chauffeur français d’un train de marchandises livrant des céréales en Allemagne.
De retour en France, il rejoint les rangs de la Résistance.

### Après la guerre
En 1951, Raymond Gurême s'installe avec sa femme Pauline, elle aussi ancienne internée, avec qui il aura 15 enfants. Il retrouve ses parents en 1952 en Belgique.
En 1972, il s'installe avec sa famille sur un terrain de la commune de Saint-Germain-lès-Arpajon (Essonne), à quelques kilomètres de l'emplacement du camp de Linas.
En 1983, il demande sa carte d'interné politique, qu'il reçoit finalement en 2009.
En 2010, il rejoint le collectif Collectif pour la commémoration de l'internement des Tsiganes et gens du voyage au camp de Linas-Montlhéry pour témoigner et réclamer la reconnaissance officielle de l'internement des nomades par l'État Français.
Il donne de nombreuses conférences et intervient dans des écoles,. En août 2013, il est invité au Festival de cinéma de Douarnenez. En 2014, lors de la conférence sur l'Holocauste des Rroms à Cracovie, il témoigne de son vécu avec quatre autres personnes nomades.
Le 23 septembre 2014, il aurait été violemment pris à partie par la police tandis que plusieurs de ses enfants sont emmenés en garde à vue. Raymond Gurême porte alors plainte pour violences, mais elle est classée sans suite début 2015. La version policière diffère avec les propos de Raymond Gurême : « malgré l’état de nervosité des individus, la visite s’opère sans incident jusqu’à la visite de la caravane du patriarche ». Les policiers auraient été victimes de jets de pierres, d’insultes, et de menaces de mort de la part des habitants au nombre d’une trentaine environ.
Après avoir passé sa vie à combattre l'antitziganisme, il meurt le 24 mai 2020 à Arpajon.

## Décoration
- Chevalier de l'ordre des Arts et des Lettres en 2012 par Frédéric Mitterrand, dans la dynamique de la Charte culture, gens du voyage et Tsiganes de France et sur proposition de la Fnasat, pour avoir « contribué à lutter contre les discriminations que subissent encore les Tsiganes dans notre pays, implantés pourtant sur ce territoire depuis le XVe siècle, et citoyens français à part entière »[16].

## Publication
- Raymond Gurême et Isabelle Ligner, Interdit aux nomades, Paris, Calmann-Lévy, 2011, 240 p. (ISBN 978-2-7021-4221-9)[17]

## Filmographie
- En 2013, Raymond Gurême témoigne de sa vie et de son internement dans Ils ont eu la graisse, ils n’auront pas la peau, film documentaire de Jean-Baptiste Pellerin[18].
- Il participe au film Rencontres en Nomadie, sur les « gens du voyage », réalisé par Frantz Glowacki et diffusé en 2017.